# The Story the Clock Told
The Story the Clock Told è un cortometraggio muto del 1914 diretto da Stuart Paton.

## Produzione
Il film fu prodotto dall'Independent Moving Pictures Co. of America (IMP).

## Distribuzione
Distribuito dall'Universal Film Manufacturing Company, il film - un cortometraggio in una bobina - uscì nelle sale cinematografiche statunitensi il 5 aprile 1915 dopo essere stato presentato in Danimarca nel marzo 1914 con il titolo Hvad Uhret røbede.